# Echinopsis stilowiana
Echinopsis stilowiana là một loài thực vật có hoa trong họ Cactaceae. Loài này được (Backeb.) J.G.Lamb. mô tả khoa học đầu tiên năm 1998.